# King's Cove
King's Cove est une ville canadienne située sur l'île de Terre-Neuve dans la province de Terre-Neuve-et-Labrador. Elle est située sur la route 235.